# SN 2000eu
SN 2000eu – supernowa typu Ia odkryta 16 listopada 2000 roku w galaktyce A090013-0535. W momencie odkrycia miała maksymalną jasność 18,70m.